# Laroche-Saint-Cydroine
 Laroche-Saint-Cydroine  es una comuna y población de Francia, en la región de Borgoña, departamento de Yonne, en el distrito de Auxerre y cantón de Migennes.
Su población en el censo de 1999 era de 1.363 habitantes. Forma parte de la aglomeración urbana de Migennes.
Está integrada en la Communauté de communes de l'agglomération Migennoise .

## Demografía
| 958 | 1003 | 1321 | 1291 | 1373 | 1363 |
| Para los censos de 1962 a 1999 la población legal corresponde a la población sin duplicidades (Fuente: INSEE [Consultar]) |      |      |      |      |      |